# Liste der deutschen Botschafter in Griechenland
Die Liste der deutschen Botschafter in Griechenland enthält die jeweils ranghöchsten Vertreter des Norddeutschen Bundes, des Deutschen Reichs, der Bundesrepublik Deutschland und weiterer deutscher Staaten (bis 1871) in Griechenland. Sitz der Botschaft ist in Athen.

## Gesandte deutscher Staaten (bis 1871)

### Preußische Gesandte
Die Beziehungen zwischen Preußen und Griechenland wurden 1834 aufgenommen.
| Name                                               | Amtszeit  |
| -------------------------------------------------- | --------- |
| Friedrich Wilhelm Ludwig August von Lusi           | 1834–1838 |
| Joseph Maria Anton Brassier de Saint-Simon-Vallade | 1838–1844 |
| Karl von Werther                                   | 1844–1850 |
| Louis von Wildenbruch                              | 1850–1852 |
| Hermann von Thile                                  | 1852–1854 |
| Robert von der Goltz                               | 1855–1859 |
| Georg von Werthern                                 | 1860–1862 |
| Heinrich von Keyserlingk-Rautenburg                | 1862–1865 |
| Johann Emil von Wagner                             | 1865–1868 |

## Gesandte des Deutschen Bundes
| Name                                  | Amtszeit  | Anmerkungen |
| ------------------------------------- | --------- | ----------- |
| Chlodwig zu Hohenlohe-Schillingsfürst | 1848–1849 |             |

## Gesandte des Deutschen Reichs
| Name                                      | Amtszeit  | Anmerkungen                                               |
| ----------------------------------------- | --------- | --------------------------------------------------------- |
| Johann Emil von Wagner                    | 1868–1874 |                                                           |
| Joseph Maria von Radowitz                 | 1874–1882 |                                                           |
| Egon Freiherr von den Brincken            | 1882–1887 |                                                           |
| Rudolf Friedrich Le Maistre               | 1887–1890 |                                                           |
| Ludwig Graf von Wesdehlen                 | 1890–1894 |                                                           |
| Ludwig von Plessen-Cronstern              | 1894–1902 |                                                           |
| Max von Ratibor und Corvey                | 1902–1906 |                                                           |
| Emmerich von Arco-Valley                  | 1906–1908 |                                                           |
| Hans von Wangenheim                       | 1909–1912 |                                                           |
| Graf Albert von Quadt zu Wykradt und Isny | 1912–1915 |                                                           |
| Wilhelm Graf von Mirbach-Harff            | 1915–1916 | Gesandter                                                 |
| Ludwig Graf von Spee                      | 1921–1922 | außerordentlicher Gesandter und bevollmächtigter Minister |
| Hans von Schoen                           | 1922–1926 |                                                           |
| Martin Renner                             | 1926–1929 | Gesandter                                                 |
| Radolf von Kardorff                       | 1929–1931 |                                                           |
| Ernst Eisenlohr                           | 1931–1936 | Gesandter                                                 |
| Viktor Prinz zu Erbach-Schönberg          | 1936–1941 | Botschafter                                               |

## Botschafter der Bundesrepublik Deutschland
| Name                                                  | Amtszeit  |
| ----------------------------------------------------- | --------- |
| Werner von Grundherr zu Altenthann und Weiherhaus     | 1951–1954 |
| Theodor Kordt                                         | 1953–1958 |
| Gebhard Seelos                                        | 1958–1961 |
| Wilhelm Melchers                                      | 1961–1964 |
| Oskar Hermann Artur Schlitter                         | 1964–1969 |
| Peter Limbourg                                        | 1969–1972 |
| Dirk Oncken                                           | 1972–1977 |
| Gisbert Poensgen                                      | 1977–1979 |
| Helmut Sigrist                                        | 1979–1984 |
| Rüdiger von Pachelbel                                 | 1984–1988 |
| Werner Ludwig Botho Hubertus Graf von der Schulenburg | 1988–1991 |
| Leopold Bill von Bredow                               | 1991–1996 |
| Friedrich Reiche                                      | 1996–1999 |
| Karl Heinz Kuhna                                      | 1999–2002 |
| Albert Spiegel                                        | 2002–2005 |
| Wolfgang Schultheiss                                  | 2005–2010 |
| Roland Michael Wegener                                | 2010–2012 |
| Wolfgang Dold                                         | 2012–2013 |
| Peter Schoof                                          | 2014–2017 |
| Jens Plötner                                          | 2017–2019 |
| Ernst Reichel                                         | 2019–2023 |
| Andreas Kindl                                         | Seit 2023 |